# Santo subito

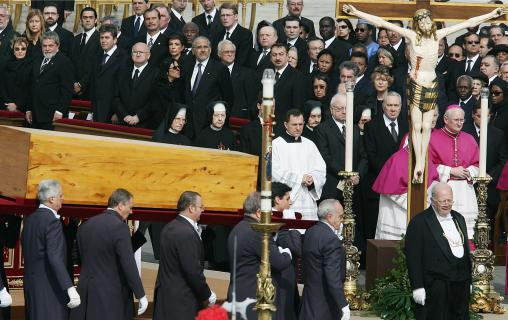
Il feretro di Giovanni Paolo II per i funerali in Vaticano

«Santo subito» è uno slogan in italiano, gridato nel 2005 per reclamare la rapida canonizzazione di papa Giovanni Paolo II.

## Storia
L'espressione nacque durante l'enorme adunata dei fedeli cattolici a Roma in occasione della morte (2 aprile) e dei funerali (8 aprile) di Giovanni Paolo II. In quell'occasione un folto gruppo di fedeli, soprattutto giovani, sfilò gridando lo slogan e sollevando striscioni che lo esponevano.
L'acclamazione dei fedeli era anomala rispetto alla prassi della Chiesa: la bolla pontificia Novae leges pro causis Sanctorum (1983) stabilisce che il processo di canonizzazione di una persona non può iniziare prima di cinque anni dalla sua morte.
Tuttavia, il 28 aprile 2005 papa Benedetto XVI assecondò la richiesta, concedendo la dispensa dal termine quinquennale per l'inizio della causa di beatificazione e canonizzazione.
La causa fu aperta ufficialmente il 28 giugno dello stesso anno e Giovanni Paolo II fu beatificato il 1º maggio 2011 dallo stesso Benedetto XVI (pontefice che quindi si ritrovò a proclamare beato il proprio predecessore, cosa che non avveniva da circa un millennio) e canonizzato il 27 aprile 2014 da papa Francesco.
Attraverso i mass media lo slogan si diffuse rapidamente in tutta Italia, diventando anche un tormentone umoristico. Da allora l'espressione "santo subito" viene usata - un grande utilizzatore è il giornalista Marco Travaglio - in funzione scherzosa o ironica nei confronti di un soggetto per le sue azioni impeccabili, o pretese tali. Ad esempio, nel 2006 i calciatori della nazionale italiana di calcio, appena rientrati in patria dopo aver conquistato il titolo di campioni del mondo in Germania, vennero accolti al grido di "santi subito".
Lo slogan è stato gridato ed esposto anche il 5 gennaio 2023 in occasione dei solenni funerali del papa emerito Benedetto XVI in Piazza San Pietro.